# Pfarrkirche Eberstein

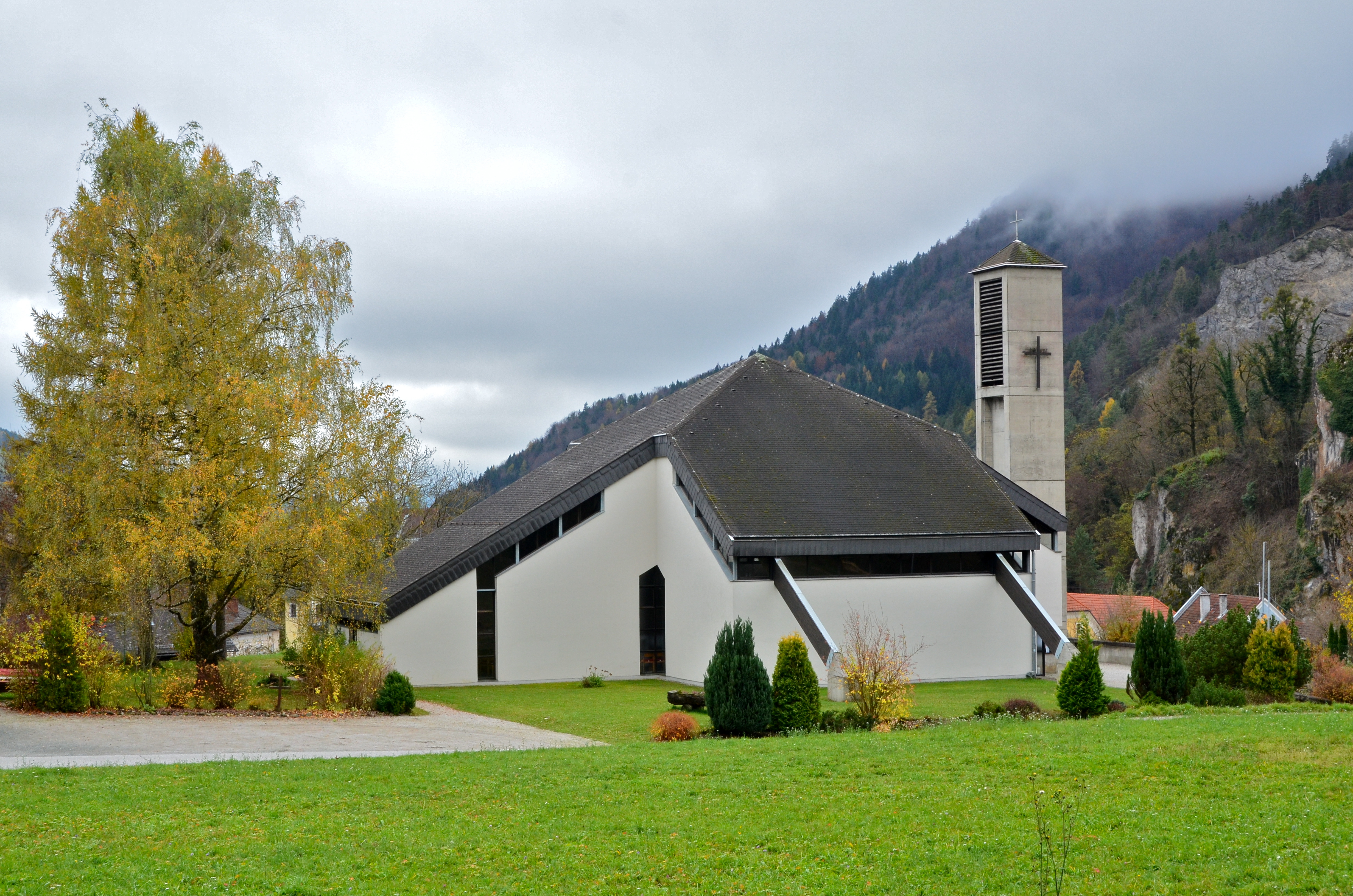
Katholische Pfarrkirche Herz Jesu in Eberstein

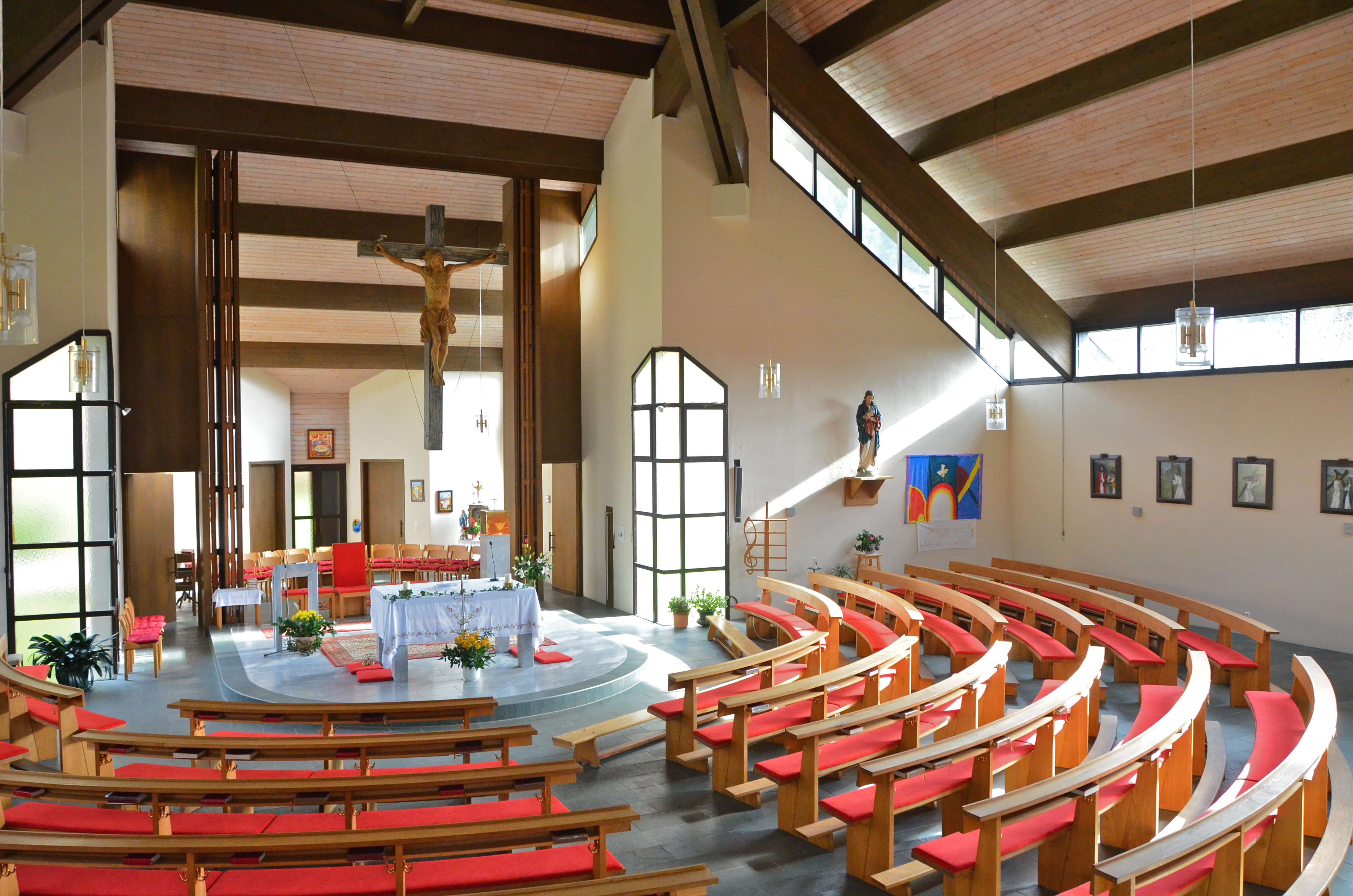
Zentralraum, Blick zum Altar

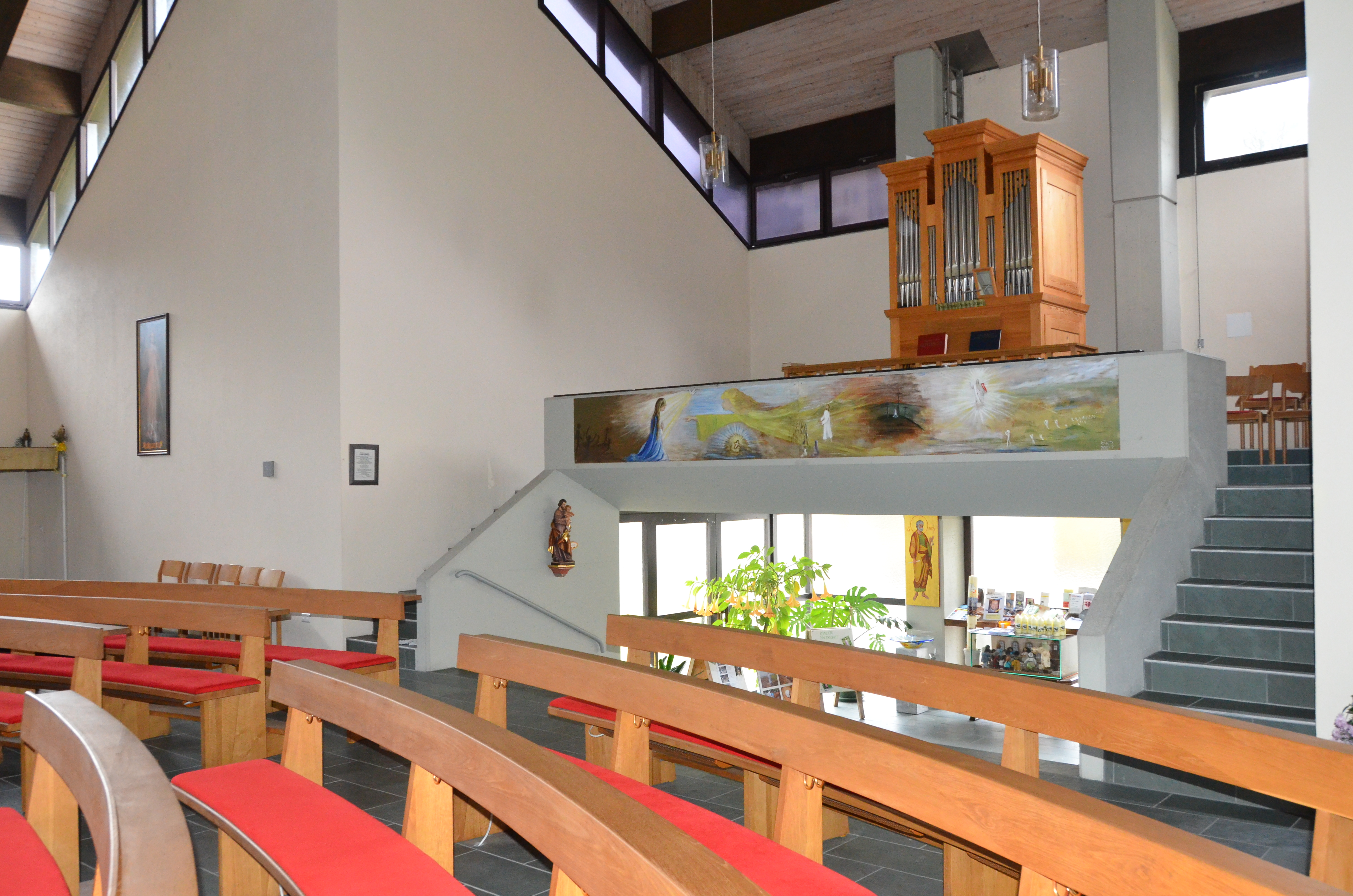
Zentralraum, Blick zur Empore

Die römisch-katholische Pfarrkirche Eberstein steht in der Marktgemeinde Eberstein im Bezirk Sankt Veit an der Glan in Kärnten. Die dem Patrozinium Heiligstes Herz Jesu unterstellte Pfarrkirche gehört zum Dekanat Krappfeld in der Diözese Gurk-Klagenfurt. Die Kirche steht unter Denkmalschutz (Listeneintrag).

## Beschreibung
Der Betonbau wurde 1971/1972 nach den Plänen des Architekten Eberhard Klaura erbaut.
Der Kirchenbau hat ein umlaufendes Fensterband entlang der Traufe. Der vorgestellte Glockenturm beinhaltet das Hauptportal. Das Kircheninnere zeigt eine offene Dachstuhlkonstruktion.
Über dem Altar befindet sich ein monumentales Kruzifix aus Völkermarkt aus dem 18. Jahrhundert. Die Orgel aus 2003 stammt von Bernhard Ottitsch.
Das Pfarrhaus auf Kirchenplatz 2 wurde zeitgleich mit der Kirche erbaut. Der zweigeschoßige Betonbau unter einem flachen Walmdach. Der dreigeschoßige ehemalige Pfarrhof am Schlossberg 4 ist ein josephinischer Bau um 1780.